# Sinolea
Il sistema Sinolea per l'estrazione di olio extravergine di oliva sfrutta la differenza di tensione superficiale fra olio e acqua e, quindi, la possibilità di estrazione selettiva di uno dei due quando i due liquidi si trovano intimamente mescolati.
L'olio, infatti, presenta una tensione superficiale minore di quella dell'acqua di vegetazione, per cui avrà una più elevata forza di adesione verso le superfici metalliche.

## Invenzione
Spetta al marchese Del Prado De Acapulco il merito di aver ideato e costruito, all'inizio del secolo scorso, un estrattore di olio dalle olive basato sul principio fisico sopra citato.
Il procedimento, detto appunto Acapulco, consisteva nel mettere in contatto la pasta snocciolata e opportunamente gramolata con una parete filtrante ‘passiva’, costituita da una reticella in nichel; in pratica l'elemento innovativo del sistema Acapulco era rappresentato da una vasca di metallo semicilindrica aperta nella parte superiore e provvista nel fondo di una reticella in nichel a maglie fitte, tali da permettere la fuoriuscita dei liquidi, ma non delle particelle solide.
Lungo l'asse di questa vasca ruotava lentamente un albero metallico sul quale erano fissate a varia distanza alcune bacchette in ferro guarnite di gomma, parallele all'asse, che avevano il compito di rimescolare dolcemente la pasta e di rinnovare continuamente la pasta che si trovava a contatto con la reticella. Dopo l'immissione in questo apparecchio, la pasta a contatto con la reticella cominciava a stillare l'olio al di sotto di questa; l'olio veniva raccolto in un cassone sottostante la reticella stessa.

## Miglioramenti
Questo sistema, così concepito, fu oggetto di numerose revisioni e perfezionamenti nel corso del secolo scorso fino ad arrivare alla sostituzione del sistema per percolamento a parete filtrante ‘passiva’, con un sistema caratterizzato da un elevato numero di superfici in movimento che penetrano in uno strato di pasta di minimo spessore che continuamente viene rinnovato per agitazione.
Così modificato, il sistema riduce i tempi di estrazione, consente la lavorazione della pasta non snocciolata ed evita l'otturazione nonché l'usura del fondo filtrante.

## La macchina Sinolea
Questo sistema è alla base della macchina attualmente in commercio e denominata Sinolea.
L'unità essenziale di questo impianto è rappresentata da un cassone rettangolare in acciaio inossidabile con fondo semicilindrico provvisto di circa 5000 fessure attraversate da altrettante lamelle in acciaio inox, dotate di lento movimento alternato quando la macchina è in funzione.
In questo cassone viene fatta arrivare la pasta franta e gramolata, la quale viene continuamente mossa per mezzo di una pala inserita all'interno del cassone.
La pala è dotata posteriormente di una raschiatrice a forma di pettine, che provvede ad allontanare dalle lamelle la pasta eventualmente depositata per adesione.
Il movimento congiunto della pala e della raschiatrice consente una continua rimozione della pasta e pertanto le lamelle in movimento vengono a contatto sempre con pasta rinnovata.
Il lento e continuo movimento delle lamelle nella pasta permette di separare l'olio per tensione superficiale e di lasciarlo cadere nel serbatoio sottostante.
La percentuale di olio estraibile è funzione diretta delle caratteristiche delle olive ed in particolare del rapporto acqua/olio nelle paste.
Il sistema Sinolea prevede in ogni caso una doppia estrazione poiché solo una parte dell'olio viene separato per tensione superficiale mentre l'olio residuo, che in passato veniva estratto per pressione, è attualmente ottenuto per centrifugazione.
La corretta applicazione del sistema Sinolea prevede quindi la frangitura, una prima gramolatura che non dovrebbe eccedere i 20-30 minuti a temperature inferiori ai 30 °C (temperature consigliate 26-28 °C) ed un passaggio successivo alle vasche di estrazione per tensione superficiale dove la pasta dovrebbe stazionare non più di 20 minuti.
Dopo questa prima estrazione la pasta viene convogliata in una seconda gramolatrice che lavora alla stessa temperatura della prima, dove permane per ulteriori 20 minuti per poi essere estratta per centrifugazione mediante l'uso di un decanter.
L'olio verrà poi separato dal mosto oleoso mediante un separatore centrifugo ad asse verticale. In punto critico del processo sta nel rispetto dei tempi di gramolatura e di estrazione per tensione superficiale, che non dovrebbero complessivamente superare un'ora, al fine di evitare un impatto negativo sulla qualità dell'olio estratto successivamente per centrifugazione.
L'olio estratto da Sinolea presenta una migliore qualità, legata ad una maggiore carica fenolica, e caratteristiche sensoriali caratterizzate da un maggiore equilibrio sia a livello olfattivo che gustativo, nei confronti di quello di seconda estrazione.